# مجموعه قلعه‌شمالی‌وجنوبی‌ابراهیم‌آباد
مجموعه قلعه‌شمالی‌وجنوبی‌ابراهیم‌آباد مربوط به دوران‌های تاریخی پس از اسلام است و در شهرستان بیجار، بخش مرکزی، روستای ابراهیم‌آباد واقع شده و این اثر در تاریخ ۲۴ فروردین ۱۳۸۲ با شمارهٔ ثبت ۸۰۶۸ به‌عنوان یکی از آثار ملی ایران به ثبت رسیده است.